# سانرایز
سانرایز (انگلیسی: Sunrise) شرکت مخابرات سوئیسی است، که در سال ۲۰۰۰ تأسیس شد.